# Mujdei
Mujdei (muʒ'dej, sense plural) és una salsa d'all de la cuina romanesa.

## Característiques
El terme prové de 'must de ai', que vol dir en romanès 'most d'all'. Es prepara a partir d'un gran nombre de grans d'all aixafats fins que formen una pasta i, tot seguit, es barregen amb aigua i oli vegetal, normalment de girasol. Depenent de la regió, la salsa se serveix també amb vinagre i altres ingredients. El resultat final és una salsa d'un color blanc amb un intens gust d'all que, depenent de la recepta, pot ser més o menys consistent o líquida.
Normalment s'empra com a acompanyament de gran nombre de plats, com ara el peix fregit, pollastre al forn o a l'ast, carn de porc, rasol o fins i tot amb patates fregides.